# Short Silver Streak
El Short Silver Streak fue el primer avión británico totalmente metálico. Fue diseñado y construido por Short Brothers en Rochester (Kent), Inglaterra. Aunque la revista Flight afirmó que era el primer caso de construcción con revestimiento sometido a esfuerzos en el mundo, fue precedido por varios diseños de Dornier, incluido el Dornier-Zeppelin D.I, que fue puesto en producción.

## Desarrollo

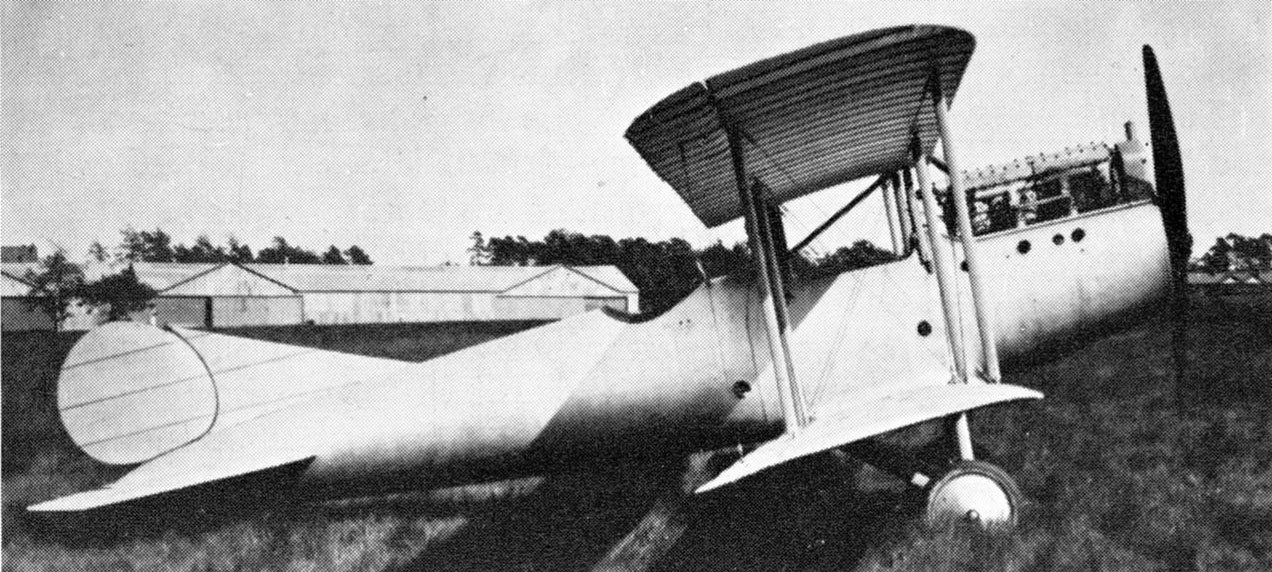
El Silver Streak en Farnborough en febrero de 1921.

El Silver Streak era un biplano monoplaza con fuselaje semimonocasco de duraluminio y alas recubiertas de duraluminio. El recubrimiento del ala no estaba sujeto a esfuerzos. El Silver Streak tenía un tren de aterrizaje convencional y estaba propulsado por un motor Siddeley Puma de 180 kW (240 hp). El modelo fue exhibido en julio de 1920 en el Olympia de Londres. Matriculado como G-EARQ, fue volado por primera vez en Grain el 20 de agosto de 1920, por el piloto de pruebas J.L. Parker. Posteriormente fue modificado como biplaza y entregado al Ministerio del Aire en febrero de 1921 para realizar pruebas de vuelo y estáticas. El Ministerio del Aire emitió una especificación por un biplano de reconocimiento biplaza y Shorts produjo el Springbok, basado en el Silver Streak.

## Especificaciones
Referencia datos: Jackson.

### Características generales
- Tripulación: Uno (piloto; más tarde, dos)
- Longitud: 8,1 m (26,5 ft)
- Envergadura: 11,4 m (37,5 ft)
- Superficie alar: 34 m² (366 ft²)[6]
- Peso vacío: 846 kg (1864,6 lb)
- Peso cargado: 1302 kg (2869,6 lb)
- Planta motriz: 1× motor lineal de 6 cilindros refrigerado por agua Siddeley Puma.
  - Potencia: 170 kW (234 HP; 231 CV)
- Hélices: Bipala de paso fijo

### Rendimiento
- Velocidad máxima operativa (Vno): 190 km/h (118 MPH; 103 kt)
- Velocidad crucero (Vc): 140 km/h (87 MPH; 76 kt)
- Alcance: 720 km (389 nmi; 447 mi) [6]

## Aeronaves relacionadas

### Desarrollos relacionados
- Short Springbok
- Short S.1 Cockle
- Short S.2